# 大地精
大地精(Hobgoblin)是角色扮演游戏《龙与地下城》中虚构的一种生物。

## 普遍形象
大地精是地精的表亲，体型比地精大，也更具侵略性和组织性，并对类人的种族（尤其是精灵）不断发动战争。
大地精大约有6英尺半高，皮肤呈深橘色或橘红色，毛发则是深红棕色到深灰色。成年雄性有蓝色或红色鼻子，眼睛泛黄或深棕色，牙齿发黄。它们喜欢色泽亮丽的外衣，通常是鲜红配上黑色条纹的皮革。使用地精语或通用语。

## 战斗方式
大地精对兵法拥有很强的理解力，能拟定复杂的战略，并且纪律严明。大地精特别痛恨精灵，使它们在选择对手时会优先攻击精灵。

## 社会结构
大地精是个军事化的种族，似乎生来便是为了作战。大地精的首领通常是群体中体型最大、最强壮的一个，靠加强严格的纪律来维持控制权。大地精一般会在它们所欺压、轻视的地精或者兽人部落中担任首领的角色。有时也会受雇于邪恶的类人生物，充当佣兵。
大地精的社会组织倾向于个别组成小团体，彼此竞争着名声和地位。每个小团体在战斗中都有专属的一套标准，用以鼓励士气、行军以及传令。一群大地精中包含着两倍于成人数量的幼仔，除非它们的巢穴受到威胁，否则幼仔们都被归到非战斗人员之中。
大地精通常居住于有天险或能够加强防御的地方，如洞窟通道、地下城、废墟或者森林等。典型的防御工事包括壕沟、栅栏、门扉、守卫塔、陷坑，以及粗糙的投石机或弩炮。
大多数大地精都崇拜地精守护神，马格鲁比耶。